# Карабастау (Казыгуртский район)
Карабастау (каз. Қарабастау) — село в Казыгуртском районе Туркестанской области Казахстана. Входит в состав Жанабазарского сельского округа. Код КАТО — 514035700.

## Население
В 1999 году население села составляло 784 человека (387 мужчин и 397 женщин). По данным переписи 2009 года, в селе проживали 934 человека (459 мужчин и 475 женщин).